# Ornithogalum umbellatum
Ornithogalum umbellatum L. è una pianta appartenente alla famiglia delle Asparagacee, nota in Italia con numerosi nomi comuni, tra i quali i più noti sono stella di Betlemme, latte di gallina comune, cipollone bianco e “ajo de can”.

## Descrizione
Questa pianta è perenne con bulbi sottoterra; il bulbo è lungo 15-25 millimetri con un diametro tra i 18 e i 32 mm. Ha dalle sei alle dieci foglie, lineari con una linea bianca sulla superficie superiore, lunghe fino a 30 centimetri per 8 mm di larghezza, e uno scapo di 10–30 cm. I fiori, bianchi con una striscia verde all'esterno, sono raggruppati in un racemo a pannocchia da 6-20 fiori.

## Distribuzione e habitat
È maggiormente diffusa nell'Europa meridionale e centrale, oltre ad Africa nord-occidentale e Asia sud-occidentale, inoltre è presente anche in America del Nord, importata come pianta ornamentale e oramai diffusa allo stato selvatico in numerose aree.

## Usi

### Usi terapeutici
Ornithogalum umbellatum contiene, soprattutto nel bulbo, sostanze alcaloidi che la rendono tossica, tuttavia la pianta viene utilizzata in erboristeria come rimedio a disturbi dell'apparato digerente.
È uno dei rimedi dei Fiori di Bach, che così lo descrive: “… Per coloro che si trovano in uno stato di grande angoscia a causa di situazioni che, in un dato periodo, hanno provocato tanta infelicità: lo shock di una cattiva notizia, la perdita di una persona cara, lo spavento per un incidente e altri eventi simili. Questo rimedio porta sollievo a chi rifiuta il conforto degli altri… ”.